# Al-Muknin
Al-Muknin (arab. ‏المكنين‎ Al-Muknīn, fr. Moknine) – miasto w północno-wschodniej Tunezji, w wilajecie Monastyr, na wybrzeżu Morza Śródziemnego. W 2014 roku liczyło około 57 tysięcy mieszkańców. Jest ośrodkiem handlowym i rzemieślniczym, ponadto rozwinął się tu przemysł włókienniczy, odzieżowy i olejarski.